# Parts (Brainbox)
Parts is het tweede studioalbum van de Nederlandse progressieve rockband Brainbox. Zowel de samenstelling van de band als de muziek is sterk gewijzigd ten opzichte van het eerste, succesvollere, album.

## Muziek
De muziek op dit album bestaat grotendeels uit progressieve muziek, met experimentele geluiden, jazzrock elementen en wisselende melodieën en ritmes. Het rocknummer Dilemma is op single verschenen met op de B-kant ook een stevig rocknummer, If you could only feel it met de broers Tony en Rudy de Queljoe op gitaar. Part of me is a part of you is ook op single uitgebracht, met op de B-kant When I was poor.  
Alle nummers zijn geschreven door de band zelf, behalve Drum and thunder suite (dat grotendeels bestaat uit een drumsolo). Dat nummer is geschreven door jazz-saxofonist Benny Golsen, saxofonist van Art Blakey and the Jazz-Messengers. Scotch ballad is een doedelzak-achtig deuntje.

### Tracklist
1. A face (4:05)
2. You're used to be warmer (3:55)
3. Part of me is a part of you (5:35)
4. What it's all about (4:55)
5. Scotch ballad (2:05)
6. Another part (3:15)
7. Dilemma (3:30)
8. Drum and thunder suite (5:05)
9. When I was poor (5:50)

### bonustracks 2012
In 2012 is een her-uitgave verschenen van dit album met vier bonustracks:
1. Virgin (A-kant 1971)
2. Mobilae (B-kant 1971)
3. Companion (live at Paradiso, 1971)
4. Sea of delight (single 1969)

Het album is geproduceerd door John B. van Setten en uitgebracht in 1972. Geluidstechnicus was Maarten Proost, het hoesontwerp is van Jacques Bontje en de fotografie van George van den Wijngaard.

## Muzikanten
De oorspronkelijke bezetting die het eerste album heeft gemaakt, was binnen enkele jaren volledig uiteen gevallen. Gitarist Jan Akkerman en drummer Pierre van der Linden zijn overgestapt naar Focus. In 1971 hebben ook de oorspronkelijke zanger Kaz Lux en bassist André Reynen de band verlaten. Na diverse wisselingen bestond de groep ten tijde van het tweede album Parts uit:
- Michel van Dijk: zang, fluit
- Frans Smit: drums
- Robert Verwey: basgitaar en orgel
- Ronnie Meyjes: sologitaar, mondharmonica

In 1972 is de band opgeheven. Michel van Dijk werd zanger van Alquin (in 2017 heeft hij samen met Alquin-gitarist Ferdinand Bakker het album View from a bridge gemaakt). Frans Smit ging zijn vrouw Sjoukje van ’t Spijker (Maggie MacNeal) begeleiden, Robert Verwey stapte over naar Long Tall Ernie & the Shakers en Ronnie Meyes ging spelen bij Livin Blues.
Brainbox heeft in de loop van de jaren een aantal reünie concerten gegeven. In 2011 hebben ze een nieuwe album opgenomen The 3rd flood, met zanger Kaz Lux, de gitaristen Rudy de Queljoe en John Schuursma, drummer Pierre van der Linden en bassist Cees van der Laarse.
In augustus 2014 is een twee-in-één album verschenen met daarop de beide eerste platen van Brainbox.